# 李苘
李（1537年—1586年），字子藎，號環洲，山東青州府壽光縣稻田人，軍籍，原籍臨朐縣，明朝政治人物。

## 生平
嘉靖四十年（1561年）辛酉科山東鄉試第十三名舉人。嘉靖四十一年（1562年）聯捷壬戌科會試第二百三十八名，三甲第一百三十九名進士。初授河南宜阳知县，四十四年（1565年）升户部主事，四十五年改苏州府教授，隆慶元年（1567年）升淮安府通判，丁父忧归。服阕，六年（1572年）起补保定府通判，擢知山西澤州，万历元年（1573年）升太原府同知，六年任满，六年（1578年）升陕西按察司佥事、备兵肅州。万历九年（1581年）升山西布政司右参议，十年调河南右参议、備兵霸州，致仕。万历十四年卒。

## 著作
著有《環洲集》等，曾主持刻行朱長文著作《墨池編》二十卷。

## 家族
为寿光著姓，乡人称为稻田里李家。曾祖李忠；祖父李紳，龍驤衛千戶、武德将軍；父李校，當塗縣主簿贈奉政大夫山西太原府同知。母張氏，封太宜人。伯兄张芝，光禄监事；仲兄张芊，壬子举人。